# 楊成 (天順進士)
楊成，字成玉，福建福州府闽县人，明朝政治人物、進士出身。

## 生平
天順六年，福建壬午乡试中舉。天顺八年，登甲申科會試中進士。成化年間，擔任扬州府知府。